# Real Parque (São José)
O Real Parque é um bairro do distrito de Barreiros no município catarinense de São José. É o sétimo bairro mais populoso do distrito, com aproximadamente 7 mil habitantes em 2010, sendo 50,11% composto de mulheres. Tem divisas com os bairros Areias, Ipiranga e Pedregal.

## Geografia

### Limites
Os bairros vizinhos ao Real Parque são Areias, Ipiranga e Pedregal. As fronteiras do bairro são delimitadas pelos seguintes logradouros: avenida Osvaldo José do Amaral (também conhecida como avenida das Torres), rua João Paulo Gaspar, rua José Antônio Pereira, rua do Poema, rua João José Martins, rua Franklin Cascaes e rua Hélio Estéfano Becker.

### Relevo
O bairro possui um relevo majoritariamente plano e de baixa altitute (17 - 30 m). Todavia, a proximidade com o morro do Pedregal (pico em 135 m) criou regiões de relevo irregular em altitude que variam entre 40 e 55 metros. Os locais de maior altitude estão principalmente na divisa com o bairro Pedregal e um conjunto de elevações que se estende para o norte a partir do morro. Outra elevação, na forma da letra C com a abertura virada para o norte, existe no limite leste do bairro, na divisa com o bairro Ipiranga (cruzando a avenida das Torres). Esta elevação causa variações no relevo que podem atingir a altura de 30 - 45 metros, embora a maior parte da elevação esteja no bairro vizinho.

### Rios
No bairro Real Parque estão nascentes de afluentes da margem direita do rio Três Henriques (bairro Areias). No relatório de março de 2013, para o plano de saneamento básico de São José, foi mostrado que as nascentes não estão suficientemente protegidas. Os principais riscos detectados no bairro foram lançamento de esgoto, presença de resíduos, obstrução das bocas de lobo, entre outros. Em 2010, cinquenta caminhões de lixo haviam sido retirados do rio Três Henriques num trabalho de desassoramento. Em 2018, vereadores pautaram pedido de despoluição do rio, embora sem resultados reais.

## Espaços públicos
A Praça Real Parque é um pequeno espaço púbico localizado na rua Irmã Dulce. Sua localização está próximo à EEF Cristo Rei e a conjuntos residenciais construídos na década de 2010.

## Escolas
No bairro estão localizadas duas escolas básicas de ensino público, são elas: Centro Educacional Municipal Renascer, na rua José Antônio Pereira, e Escola de Ensino Fundamental Cristo Rei, na esquina das ruas Alceu Amoroso Lima e Cristo Rei. A EEF Cristo Rei foi inaugurada em fevereiro de 1988 e é mantida pelo governo estadual. Em março de 2018, foi inaugurada a brinquedoteca da EEF Cristo Rei, para atender aos 513 alunos de ensino fundamental I e II, oferecendo oportunidade de aprendizagem de forma mais prazerosa, lúdica e significativa. A região conta ainda com duas creches, Centro de Educação Infantil Professora Regina Terezinnha de Oliveira Bastos e Vida Nova.

## Saúde
A UBS (Unidade Básica de Saúde) Real Parque está localizada na esquina das ruas Almerinda Francisco dos Santos e Cristo Rei. A construção do centro de saúde iniciou em 2018 e foi inaugurada no segundo semestre do ano seguinte. A construção, com cerca de 555 m2 e custo aproximado de R$ 884 mil, possui dois consultórios de dentista, farmácia, sala de imunização e sala de inalação coletiva, duas salas de procedimento e seis consultórios.

## Transportes
O bairro é atendido por algumas linhas de ônibus do transporte público, entre elas a linha Forquilinhas/Serraria.  

## APAZ
No bairro está localizada uma casa de retiro da associação de padres da Arquidiocese de Florianópolis denominada Associação Padre Augusto Zucco (APAZ).